# Нандріш Григорій
Григорій Нандріш (рум. Nandriş Grigore)  – румунський мовознавець. 

## Біографія
Народився 31.01.1895 р., с. Магала, Австро-Угорщина,  нині Новоселицький район,  Чернівецька область. Закінчив Бухарестський університет (1921). Вивчав славістику в Ягеллонському університеті у Кракові. У 1922 р. захистив докторську дисертацію. У 1921-1940 рр.  працював у Чернівецькому університеті, екстраординарний професор кафедри слов’янської філології. У 1940-1946 рр. – культурний аташе Румунії у Великій Британії. Викладав у Слов’янській школі в Лондоні, Оксфордському університеті, у 1947-1963 рр. – професор кафедри слов’янської філології Лондонського університету. У с. Магала його іменем названо загальноосвітню школу та вулицю, встановлено меморіальну дошку.
Помер 20.03.1968 р., м. Лондон, похований у м. Радівці, Сучавський повіт, Румунія. 